# Michal Káník
Michal Káník (* 28. listopadu 1972) je bývalý český fotbalový záložník. Po skončení hráčské kariéry působil jako funkcionář v SK Strakonice 1908.

## Fotbalová kariéra
V lize hrál za FK Dukla Praha, SK Dynamo České Budějovice, Příbram a FC Viktoria Plzeň. V československé (debut 25. října 1992) a české fotbalové lize nastoupil v 79 utkáních a dal 1 gól. Ve druhé lize hrál i za FC Baník Most.

## Korupční skandály

### Krácení dání a manipulování fotbalových zápasů
Po skončení hráčské kariéry působil jako funkcionář v SK Strakonice 1908. Jako předseda klubu byl v roce 2014 odsouzen za krácení daní k podmíněnému trestu odnětí svobody, v roce 2016 pak byl odsouzen za manipulování zápasů ve prospěch sázkové mafie k tříletému pobytu za mřížemi.

### Ovlivňování výsledků fotbalových zápasů
V říjnu 2020 byl Káník zatčen policií a vyšetřován kvůli podezření ovlivňování výsledků fotbalových zápasů. Od 18. října 2020 je stíhán vazebně.
Dne 19. června 2024 byl nepravomocně odsouzen za ovlivňování výsledků fotbalových zápasů k dvaapůletému podmíněnému trestu odnětí svobody s odkladem na pět let a k peněžitému trestu ve výši 130 000 korun.

## Ligová bilance
| Ročník                                   | Zápasy | Góly | Minuty | Klub                       |
| ---------------------------------------- | ------ | ---- | ------ | -------------------------- |
| 1. československá fotbalová liga 1992/93 | 6      | 0    | 463    | FC Dukla Praha             |
| 1. československá fotbalová liga 1992/93 | 1      | 0    | 67     | SK JČE České Budějovice    |
| 1. česká fotbalová liga 1993/94          | 6      | 0    | -      | SK Dynamo České Budějovice |
| 1. česká fotbalová liga 1996/97          | 11     | 0    | -      | SK Dynamo České Budějovice |
| 1. Gambrinus liga 1997/98                | 19     | 1    | -      | SK Dynamo České Budějovice |
| 1.Gambrinus liga 1998/1999               | 6      | 0    | -      | Příbram                    |
| 1. Gambrinus liga 1999/00                | 24     | 0    | -      | SK Dynamo České Budějovice |
| 1. Gambrinus liga 2000/01                | 3      | 0    | -      | SK Dynamo České Budějovice |
| 1. Gambrinus liga 2003/04                | 3      | 0    | -      | FC Viktoria Plzeň          |
| CELKEM                                   | 79     | 1    | 530    |                            |